# Kelebia
Kelebia là một thị trấn thuộc hạt Bács-Kiskun, Hungary. Thị trấn này có diện tích 66,7 km², dân số năm 2010 là 2714 người, mật độ 41 người/km².